# 呼—吸—呼—吸
《呼－吸－呼－吸》（英語：The Breathing Method）是史蒂芬金1982年收錄於《四季奇譚》的中篇小說，故事副標題為『暮冬重生』（"A Winter's Tale"）。標題原文意思為『呼吸的方法』。是《四季奇譚》四篇故事中唯一一篇尚未被改編成電影的故事。

## 概要
大衛·艾德利，故事的敘事者，是名年約中年的曼哈頓律師。在他的法律事務所老闆邀請下，加入了一間奇特的俱樂部，那裡的成員們閱讀、聊天、玩撞球、撲克牌及西洋棋，並且樂於講一些奇特、略帶恐怖色彩的故事。此俱樂部和俱樂部的管家也出現在史蒂芬金另外一個短篇故事〈被詛咒的手〉中。
某一個聖誕節前的星期四，老醫生安林·麥卡朗講了一個在他年輕時親身經歷的故事：一位懷孕的未婚女人下定決心要生下她的嬰兒，不管任何金錢上的困難及社會的批判，這令麥卡朗佩服她的勇氣，甚至對她有了好感。
麥卡朗醫生教她一個新奇特別（在三Ｏ年代如此）的呼吸方法，她保證會照辦。然而，在一個下雪的聖誕節夜晚，她感覺到即將分娩，但仍在醫院路上。這時緊張的計程車駕駛撞上了一台救護車，她身首分離。麥卡朗抵達車禍現場，並且驚訝地發現她竟然還活著。她那無頭軀體下的肺臟仍在呼吸，而且是用那個特別的『火車頭』呼吸法。在麥卡朗及救護車上的護士幫忙下，她的孩子出生了。
最後她頭顱的嘴唇以嘴型表出：『麥卡朗醫生，謝謝你。』而聲音來自無頭軀體的喉嚨。後來，麥卡朗和他診所的護士出錢幫她籌備葬禮，而也只有他們這麼做。
她的兒子被收養。而儘管收養紀錄是絕對保密的，麥卡朗持續暗中觀察他的生活一段時間。他接生的男嬰不到四十五歲就當上大學的英文系主任，後來麥卡朗藉機與他見面。『他承襲了母親的堅毅，各位......』他對俱樂部的成員們說。『......以及他母親淡褐色的眼睛。』